# 佐治·亞歷山大 (美國政治家)
（1839年9月21日—1923年8月2日）是一位政治人物，於1909年至1913年間擔任加利福尼亞州洛杉磯的第28任市長。
他出生於蘇格蘭的格拉斯哥，11歲時隨父母移居美國。在內戰的第二年，即1862年，他在愛荷華州與安妮·耶瑟結婚，並在加入愛荷華志願軍後參加了戰鬥。戰爭結束後，他定居在愛荷華州的小城貝爾普萊恩，並於1870年開始經營自己的穀物和飼料業務。
1887年，48歲的亞歷山大西遷至洛杉磯，擴展了他的穀物業務。到了1892年，他開始在縣記錄官辦公室工作。1901年，他當選為洛杉磯縣監事會成員，並一直任職到1909年。1909年，他在與議會成員弗雷德里克·克里斯曼·惠勒的選舉中競選市長，並於1909年3月26日成為洛杉磯市市長。他的市長任期一直持續到1913年7月1日。
佐治·亞歷山大於洛杉磯去世，享年83歲，安葬在那裡的金鐘-羅斯代爾公墓。